# Георги Жерев
Георги Стоянов Жерев е български писател и драматург.

## Биография
Роден е на 4 август 1927 година в неврокопското село Ковачевица. Между 1950 и 1956 година е журналист в „Пиринско дело“, където ръководи отдел „Култура“, а от 1956 до 1971 година е кореспондент на БТА за Благоевградски окръг. През 1965 година издава първия си роман „Редници“, а през 1968 година издава романа „Сияние над Кресна“, разказващ за Кресненско-Разложкото въстание. През 1973 година Драматичен театър „Никола Вапцаров“ – Благоевград поставя пиесата му „Родопска балада“. Друга негова пиеса „Искри от слънцето“ е поставена от Гоцеделчевския театър през 1975 година. Има и неиздадени и непоставяни повести и пиеси: „Притчи и куршуми“, „Самуил“ и др. През 1978 година Георги Жерев заживява в родното си село Ковачевица, където се отдава изцяло на писателска дейност. Последователно излизат романите му „Карабашеви“, „Не умираме ние, боже“, „Под игото 2000“ и „Под игото 2000 и една лисича опашка“. Умира на 30 януари 2004 година и е погребан в родното си село.
Евтим Евтимов казва за него:
| „ | Самият Георги Жерев умееше да работи с младите, привличаше ги и им даваше зелена улица. Един от тези автори съм и аз. Той пусна на бял свят първото ми стихотворение „Пиринска земя“, после се появиха и други. Аз съм автор на много книги, получил съм немалко високи награди, но най-голямата ми бе отпечатването на това мое първо стихотворение. Благодаря му за подадената ръка! | “ |

Според Георги Дукимов Жарев е арестуван през 1945 година и е вербуван от Държавна сигурност, след което се внедрява в конспиративната група на Дукимов, бореща се за осъществяване на Независима Македония, и я разкрива на властите.